# Údolí Vošmendy
Údolí Vošmendy je přírodní rezervace v katastrálních územích Roztoky u Semil a Bozkov v okrese Semily. Chráněné území spravuje Krajský úřad Libereckého kraje.

## Předmět ochrany
Důvodem ochrany je krasové území s jeskyněmi, ponory a vývěry podzemních vod, s krasovými propady, paleontologickými nálezy (drobní savci z mladšího holocénu), luční a lesní společenstva a hojným výskytem bledule jarní.

## Přírodní poměry
Z geomorfologického hlediska území přináleží do celku Krkonošské podhůří, konkrétně do Bozkovské vrchoviny v rámci podcelku Železnobrodská vrchovina. Přírodní rezervace se nachází mezi obcemi Bozkov a Roztoky u Semil. Zahrnuje údolní nivu v délce zhruba 600 metrů a přilehlý zalesněný svah v údolí potoka Vošmendy v nadmořské výšce 420 až 480 metrů, zhruba 300 metrů nad soutokem se Staroveským potokem. 

### Geologie

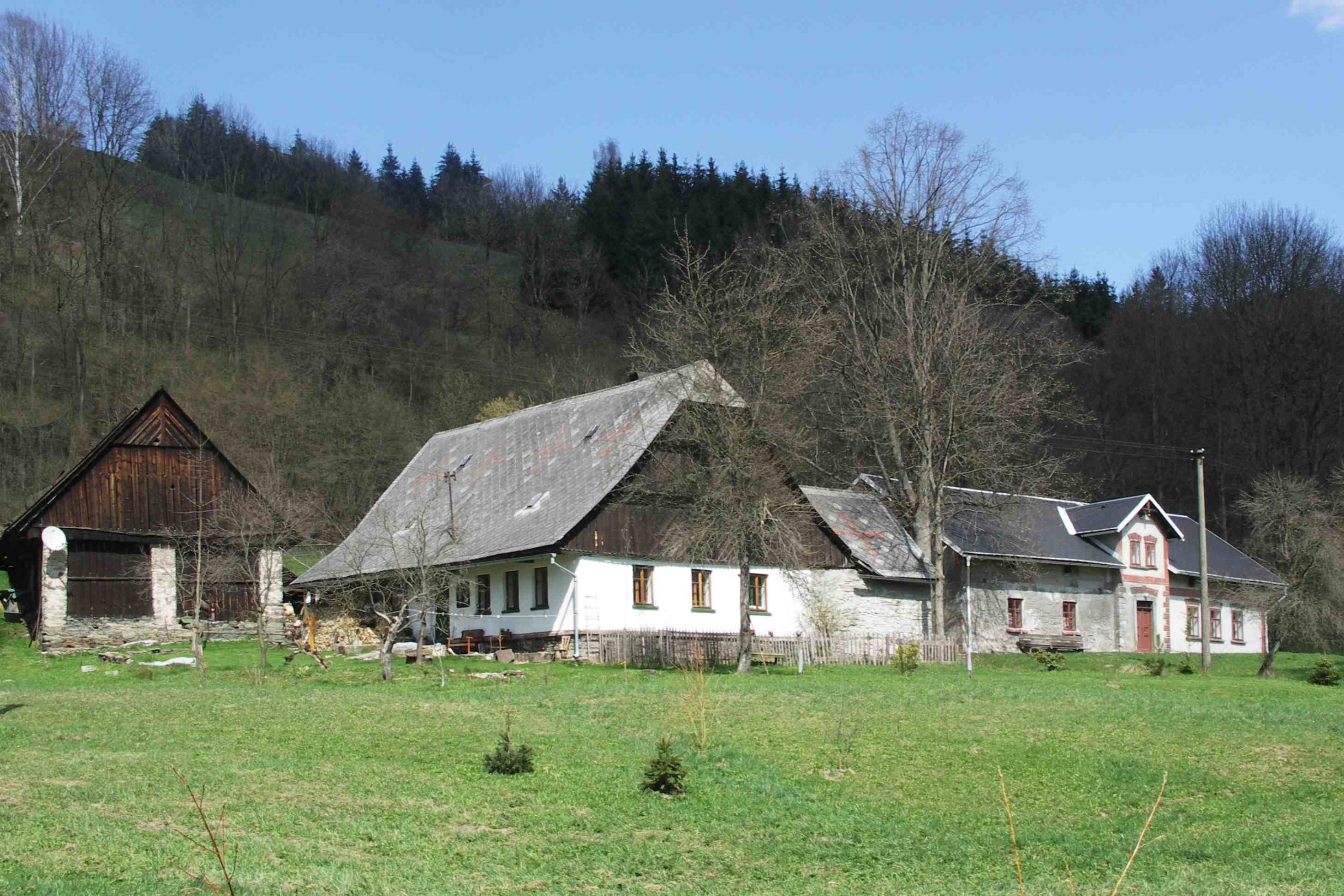
Bývalý hamr u Bozkova, místo spjaté s těžbou železa

Území je tvořeno horninami krkonošsko-jizerského krystalinika, pravděpodobně silurského stáří. Jedná se o úzké údolí s až 40 metrů vysokými svahy, z nichž vystupují krystalické horniny v podobě skalních srubů.
Hlavní horninou jsou metamorfované seriticko-chloritické fylity, místy proložené zelenými břidlicemi, a čisté, značně zkrasovatělé krystalické vápence, v nichž vznikl kras s vyvěračkami a jeskyněmi. Tyto horniny skalního podkladu jsou překryty hlinitokamenitými a občas i suťovými sedimenty.
Ložisko krystalických vápenců bylo v minulosti těženo v malém lůmku. Na vrcholu Zítkovy skály jsou patrné pozůstatky historické těžby železné rudy. Na území rezervace se nachází několik podzemních prostor, nejznámější je Jeskyně na Vošmendě. Největší jeskyně má délku 85 metrů.

## Flóra
Lesní porost z více než 76 % tvoří smrk ztepilý (Picea abies). V pořadí druhým nejrozšířenějším druhem je bříza bradavičnatá - Betula pendula (8,2 %). Kromě bledule jarní se v rezervaci vyskytují další chráněné rostliny, jako je například lýkovec jedovatý (Daphne mezereum), oměj šalamounek (Aconitum plicatum), bradáček vejčitý (Listera ovata), kapradina žebrovice různolistá (Blechnum spicant), plavuň vidlačka (Lycopodium clavatum) nebo tuzemské druhy orchidejí prstnatec májový (Dactylorhiza majalis), vemeník dvoulistý (Platanthera bifolia) a kruštík širolistý (Epipactis helleborine subsp. helleborine).

## Přístup
Přírodní rezervací vede zeleně značená turistická trasa z Bozkova do Roztok u Semil a zároveň také naučná stezka Údolí Vošmendy. Tuto naučnou stezku zde v roce 2015 obnovili s podporou obce Bozkov, Libereckého a kraje a Operačního programu životního prostředí členové základní organizace 5-01 Bozkov České speleologické společnosti. Naučná stezka je 6 km dlouhá, má 11 zastavení a mj. vede kolem nepřístupné jeskyně ve východním svahu údolí, kde byly objeveny pozůstatky prehistorických živočichů.